# 108 Hecuba
108 Hecuba é um asteroide da cintura de asteroides. Foi descoberto por Robert Luther em 2 de abril de 1869. e nomeado de Hecuba, esposa do rei Priam nas lendas da Guerra de Troia na Mitologia Grega. Tornou-se o primeiro asteróide descoberto a orbitar perto de uma ressonância de 2:1 com o planeta Júpiter, e é o homônimo do grupo Hecuba de asteróides.
No sistema de classificação de Tholen, ele é categorizado como um asteroide tipo S, enquanto que o sistema Bus o enumera como um asteroide Sw. As observações realizadas no Observatório Palmer Divide em Colorado Springs, em 2007, produziram uma curva de luz com um período de 17,855 ± 0,005 horas com uma variação de brilho de 0,11 ± 0,02 em magnitude.
A órbita de Hecuba está dentro da família Hígia de asteroides, mas ele não está relacionado de outra forma com outros membros da família porque tem uma composição de silicato; Hígias são asteroides sombrios do tipo C.